# Далькарлсон
Далькарлсон  (швед. Dalkarlsån) — мала річка на півночі Швеції, у лені Вестерботтен. Площа басейну  — 346,5 км².  Середня річна витрата води — 3,57 м³/с. 
Більшу частину басейну річки — 84,14% — займають ліси, території сільськогосподарського призначення займають 7,69 %, болота — 6,43 %, поверхня річок і озер — 1,42 %, інше — 0,32 %. 